# Alteritás
"Jelentése: másság,"(el)különböződés", idegenség
Nem összetévesztendő az ókortól egészen a felvilágosodásig tartó időszak művelődéstörténeti megnevezésével.
Az alteritás fogalma egy jellegzetesen XX. századi fenomenológiai problémakör, az interszubjektivitás eleme. A másik ember másságának leírására szolgál. Leginkább Emmanuel Lévinas filozófiájához köthető a kifejezés, de többek között Maurice Merleau-Ponty is sokat foglalkozott az alteritás kérdésével.
 Míg Husserl és elődei a másik személyt az ego mintájára tételezték (alter ego), és így nem tudták teljes sikerrel elkerülni a szolipszizmus veszélyét; addig Lévinas filozófiájában az alteritás, mint radikálisan különböző vagy teljesen más jelenik meg. Szerinte nem lehetséges a másik embert magamból kiindulva leírni, mint hozzám hasonlót. A másik ember mássága nem értelmezhető az Én számára puszta különbségként, mert olyannyira idegen, hogy ellenáll az Én birtokolási vágyának. A Másik mindig szemben áll az Énnel, éppen ezért az Én nem teheti őt megismerése tárgyává, és nem sajátíthatja ki. Ez a szemtől szemben lét egyúttal etikai természettel bír, mely az Én-Te reláció aszimmetriájából fakad: amikor az Én cselekszik, mindig a Mástól érkező feleletigénynek tesz eleget, ily módon alárendelődik a Másik idegenségének.

## Lásd még
- fenomenológia
- Emmanuel Lévinas
- Maurice Merleau-Ponty